# First Division 1961-1962
La First Division 1961-1962 è stata la 63ª edizione della massima serie del campionato inglese di calcio, disputato tra il 19 agosto 1961 e il 30 aprile 1962 e concluso con la vittoria dell'Ipswich Town, al suo primo titolo.
Capocannonieri del torneo sono stati Ray Crawford (Ipswich Town) e Derek Kevan (West Bromwich) con 33 reti ciascuno.

## Stagione

### Novità
Al posto delle retrocesse Newcastle Utd e Preston N.E. sono saliti dalla Second Division l'Ipswich Town e lo Sheffield Utd.

### Avvenimenti
L'avvio del torneo vide subito il Manchester City e lo Sheffield Weds contendersi il comando della classifica. Tra le due squadre si inserì il Burnley, che alla sesta giornata si portò in cima alla classifica dando avvio ad una fuga ostacolata inizialmente dalle due squadre di Manchester, poi dal West Ham Utd, dal Tottenham campione uscente e dall'Everton. Tra le inseguitrici, a partire dalla diciottesima giornata si inserì l'esordiente Ipswich Town, che, ripresosi dopo un avvio in tono minore (un punto nelle prime tre gare), concluse il girone di andata con tre punti di svantaggio sulla capolista.
All'inizio del girone di ritorno il Burnley continuò a condurre la classifica senza subire particolari attacchi dalle inseguitrici, ma a partire dal trentesimo turno l'Ipswich, approfittando di un calo da parte dei Clarets, rimontò lo svantaggio conquistando, dopo quattro giornate, la vetta della classifica. Gli uomini di Alf Ramsey furono subito raggiunti dal Burnley, ma a partire dalla trentasettesima giornata presero definitivamente il comando della classifica, mantenendolo fino all'ultima giornata, giocata il 30 aprile 1962. L'Ispwich Town divenne così la prima e tuttora unica squadra a diventare campione d'Inghilterra da neopromossa e all'esordio assoluto in massima serie.
Retrocessero in Second Division il Chelsea, caduto con una giornata di anticipo, ed il Cardiff City, che seguì i Blues al turno successivo.

## Squadre partecipanti
| Club              | Stagione | Città         | Stadio               | Stagione precedente                   |
| ----------------- | -------- | ------------- | -------------------- | ------------------------------------- |
| Arsenal           | dettagli | Londra        | Highbury             | 11º posto in First Division           |
| Aston Villa       | dettagli | Birmingham    | Villa Park           | 9º posto in First Division            |
| Birmingham City   | dettagli | Birmingham    | St Andrew's          | 19º posto in First Division           |
| Blackburn         | dettagli | Blackburn     | Ewood Park           | 8º posto in First Division            |
| Blackpool         | dettagli | Blackpool     | Bloomfield Road      | 20º posto in First Division           |
| Bolton            | dettagli | Bolton        | Burnden Park         | 18º posto in First Division           |
| Burnley           | dettagli | Burnley       | Turf Moor            | 4º posto in First Division            |
| Cardiff City      | dettagli | Cardiff       | Ninian Park          | 15º posto in First Division           |
| Chelsea           | dettagli | Londra        | Stamford Bridge      | 12º posto in First Division           |
| Everton           | dettagli | Liverpool     | Goodison Park        | 5º posto in First Division            |
| Fulham            | dettagli | Londra        | Craven Cottage       | 17º posto in First Division           |
| Ipswich Town      | dettagli | Ipswich       | Portman Road         | 1º posto in Second Division, promosso |
| Leicester City    | dettagli | Leicester     | Filbert Street       | 6º posto in First Division            |
| Manchester City   | dettagli | Manchester    | Maine Road           | 13º posto in First Division           |
| Manchester Utd    | dettagli | Manchester    | Old Trafford         | 7º posto in First Division            |
| Nottingham Forest | dettagli | Nottingham    | City Ground          | 14º posto in First Division           |
| Sheffield Utd     | dettagli | Sheffield     | Bramall Lane         | 2º posto in Second Division, promosso |
| Sheffield Weds    | dettagli | Sheffield     | Hillsborough Stadium | 2º posto in First Division            |
| Tottenham         | dettagli | Londra        | White Hart Lane      | 1º posto in First Division            |
| West Bromwich     | dettagli | West Bromwich | The Hawthorns        | 10º posto in First Division           |
| West Ham Utd      | dettagli | Londra        | Boleyn Ground        | 16º posto in First Division           |
| Wolverhampton     | dettagli | Wolverhampton | Molineux Stadium     | 3º posto in First Division            |

## Classifica finale
|       | Pos. | Squadra           | Pt | G  | V  | N  | P  | GF  | GS | QR    |
| ----- | ---- | ----------------- | -- | -- | -- | -- | -- | --- | -- | ----- |
|       | 1.   | Ipswich Town      | 56 | 42 | 24 | 8  | 10 | 93  | 67 | 1.388 |
|       | 2.   | Burnley           | 53 | 42 | 21 | 11 | 10 | 101 | 67 | 1.507 |
| [ 3 ] | 3.   | Tottenham         | 52 | 42 | 21 | 10 | 11 | 88  | 69 | 1.275 |
|       | 4.   | Everton           | 51 | 42 | 20 | 11 | 11 | 88  | 54 | 1.630 |
|       | 5.   | Sheffield Utd     | 47 | 42 | 19 | 9  | 14 | 61  | 69 | 0.884 |
|       | 6.   | Sheffield Weds    | 46 | 42 | 20 | 6  | 16 | 72  | 58 | 1.241 |
|       | 7.   | Aston Villa       | 44 | 42 | 18 | 8  | 16 | 65  | 56 | 1.161 |
|       | 8.   | West Ham Utd      | 44 | 42 | 17 | 10 | 15 | 76  | 82 | 0.927 |
|       | 9.   | West Bromwich     | 43 | 42 | 15 | 13 | 14 | 83  | 67 | 1.239 |
|       | 10.  | Arsenal           | 43 | 42 | 16 | 11 | 15 | 71  | 72 | 0.986 |
|       | 11.  | Bolton            | 42 | 42 | 16 | 10 | 16 | 62  | 66 | 0.939 |
|       | 12.  | Manchester City   | 41 | 42 | 17 | 7  | 18 | 78  | 81 | 0.963 |
|       | 13.  | Blackpool         | 41 | 42 | 15 | 11 | 16 | 70  | 75 | 0.933 |
|       | 14.  | Leicester City    | 40 | 42 | 17 | 6  | 19 | 72  | 71 | 1.014 |
|       | 15.  | Manchester Utd    | 39 | 42 | 15 | 9  | 18 | 72  | 75 | 0.960 |
|       | 16.  | Blackburn         | 39 | 42 | 14 | 11 | 17 | 50  | 58 | 0.862 |
|       | 17.  | Birmingham City   | 38 | 42 | 14 | 10 | 18 | 65  | 81 | 0.802 |
|       | 18.  | Wolverhampton     | 36 | 42 | 13 | 10 | 19 | 73  | 86 | 0.849 |
|       | 19.  | Nottingham Forest | 36 | 42 | 13 | 10 | 19 | 63  | 79 | 0.797 |
|       | 20.  | Fulham            | 33 | 42 | 13 | 7  | 22 | 66  | 74 | 0.892 |
|       | 21.  | Cardiff City      | 32 | 42 | 9  | 14 | 19 | 50  | 81 | 0.617 |
|       | 22.  | Chelsea           | 28 | 42 | 9  | 10 | 23 | 63  | 94 | 0.670 |

Legenda:
      Campione d'Inghilterra e ammessa in Coppa dei Campioni 1962-1963.
      Ammessa alla Coppa delle Coppe 1962-1963.
      Retrocessa in Second Division 1962-1963.
Regolamento:
Due punti a vittoria, uno a pareggio, zero a sconfitta.
A parità di punti le squadre venivano classificate secondo il quoziente reti.

## Statistiche

### Squadre

#### Capoliste solitarie
Fonte:
|    | —— | —— | —— | —— | —— | —— | —— | ——      | ——      | ——      | ——      | ——      | ——      | ——      | ——      | ——      | ——      | ——      | ——      | ——      | ——      | ——      | ——      | ——      | ——      | ——      | ——      | ——      | ——      | ——      | ——      | ——  | ——  | ——  | ——  | ——  | ——  | ——  | ——           | ——           | ——           | —— |  |
|    |    |    | MC |    | MC |    |    | Burnley | Burnley | Burnley | Burnley | Burnley | Burnley | Burnley | Burnley | Burnley | Burnley | Burnley | Burnley | Burnley | Burnley | Burnley | Burnley | Burnley | Burnley | Burnley | Burnley | Burnley | Burnley | Burnley | Burnley |     |     | Bur |     | Bur | Ips |     | Ipswich Town | Ipswich Town | Ipswich Town |    |  |
|    |    |    |    |    |    |    |    |         |         |         |         |         |         |         |         |         |         |         |         |         |         |         |         |         |         |         |         |         |         |         |         |     |     |     |     |     |     |     |              |              |              |    |  |
|    |    |    |    |    |    |    |    |         |         |         |         |         |         |         |         |         |         |         |         |         |         |         |         |         |         |         |         |         |         |         |         |     |     |     |     |     |     |     |              |              |              |    |  |
| 1ª | 2ª | 3ª | 4ª | 5ª | 6ª | 7ª | 8ª | 9ª      | 10ª     | 11ª     | 12ª     | 13ª     | 14ª     | 15ª     | 16ª     | 17ª     | 18ª     | 19ª     | 20ª     | 21ª     | 22ª     | 23ª     | 24ª     | 25ª     | 26ª     | 27ª     | 28ª     | 29ª     | 30ª     | 31ª     | 32ª     | 33ª | 34ª | 35ª | 36ª | 37ª | 38ª | 39ª | 40ª          | 41ª          | 42ª          |    |  |

#### Primati stagionali
- Maggior numero di vittorie: Ipswich Town (24)
- Minor numero di sconfitte: Ipswich Town, Burnley (10)
- Migliore attacco: Burnley (101 reti fatte)
- Miglior difesa: Everton (54 reti subite)
- Miglior media goal: Everton (1.630)
- Maggior numero di pareggi: Cardiff City (14)
- Minor numero di pareggi: Sheffield Wednesday, Leicester City (6)
- Maggior numero di sconfitte: Chelsea (23)
- Minor numero di vittorie: Cardiff City, Chelsea (9)
- Peggior attacco: Blackburn, Cardiff City (50 reti segnate)
- Peggior difesa: Chelsea (94 reti subite)

### Individuali

#### Classifica marcatori
Fonte:
| Gol | Rigori |  | Giocatore       | Squadra                             |
| --- | ------ |  | --------------- | ----------------------------------- |
| 33  |        |  | Ray Crawford    | Ipswich Town                        |
| 33  |        |  | Derek Kevan     | West Bromwich                       |
| 30  | 3      |  | Ray Charnley    | Blackpool                           |
| 28  | 5      |  | Ted Phillips    | Ipswich Town                        |
| 26  | 1      |  | Roy Vernon      | Everton                             |
| 25  |        |  | Ray Pointer     | Burnley                             |
| 23  |        |  | John Dick       | West Ham Utd                        |
| 22  |        |  | Peter Dobing    | Manchester City                     |
| 21  |        |  | Jimmy Greaves   | Tottenham                           |
| 20  |        |  | Derek Pace      | Sheffield Utd                       |
| 20  | 3      |  | Bobby Tambling  | Chelsea                             |
| 19  |        |  | Barry Bridges   | Chelsea                             |
| 19  |        |  | Johnny Fantham  | Sheffield Weds                      |
| 19  |        |  | Alan Skirton    | Arsenal                             |
| 18  |        |  | Mel Charles     | Arsenal (15), Cardiff City (3)      |
| 18  |        |  | Ken Leek        | Birmingham City                     |
| 18  |        |  | Peter McParland | Aston Villa (11), Wolverhampton (7) |